# The White Bus
Pour plus de détails, voir Fiche technique et Distribution.
The White Bus est un film britannique réalisé par Lindsay Anderson, sorti en 1967.

## Synopsis
Une jeune femme s'ennuie à son travail à Londres et songe même à se suicider. Elle décide d'aller à Manchester et va se trouver passagère d'un bus blanc un peu particulier.

## Fiche technique
- Titre original : The White Bus
- Réalisation : Lindsay Anderson
- Scénario : Shelagh Delaney
- Direction artistique : David Marshall
- Photographie : Miroslav Ondrícek
- Son : Peter Handford
- Montage : Kevin Brownlow
- Musique : Misha Donat
- Production : Lindsay Anderson
- Production déléguée : Oscar Lewenstein (en)
- Production associée : Michael Deeley
- Société de production : Holly Productions
- Société de distribution : United Artists Corporation
- Pays d'origine :  Royaume-Uni
- Langue originale : anglais
- Format : couleur (Eastmancolor) et Noir et blanc — 35 mm — 1,37:1 — son mono
- Genre : drame
- Durée : 46 minutes
- Dates de sortie : Royaume-Uni : décembre 1967

## Distribution
- Arthur Lowe : le maire
- John Sharp : le porteur de masse
- Patricia Healey : la jeune femme
- Barry Evans : un garçon
- Anthony Hopkins : Brechtian

## Autour du film
- Ce moyen métrage devait à l'origine faire partie d'un ensemble de trois, mais à cause à de problèmes d'argent et de planning, les films que devaient faire Karel Reisz et Tony Richardson n'ont pas été réalisés[1],[2].